# International Gold Cup 1960
International Gold Cup 1960 je šesta neprvenstvena dirka Formule 1 v sezoni 1960. Odvijala se je 24. septembra 1960 na angleškem dirkališču Oulton Park v Cheshiru.

## Dirka
| Poz | Št | Dirkač              | Moštvo                       | Dirkalnik            | Krogi | Čas/Odstop              | Št. m. |
| --- | -- | ------------------- | ---------------------------- | -------------------- | ----- | ----------------------- | ------ |
| 1   | 7  | Stirling Moss       | R.R.C. Walker Racing Team    | Lotus 18-Climax      | 60    | 1.45:54,0               | 1      |
| 2   | 1  | Jack Brabham        | Cooper Car Company           | Cooper T53-Climax    | 60    | + 22,8 s                | 3      |
| 3   | 16 | Graham Hill         | Owen Racing Organisation     | BRM P48              | 60    | + 47,4 s                | 4      |
| 4   | 2  | Bruce McLaren       | Cooper Car Company           | Cooper T53-Climax    | 60    | + 55,8 s                | 5      |
| 5   | 14 | Jo Bonnier          | Owen Racing Organisation     | BRM P48              | 59    | +1 krog                 | 10     |
| 6   | 15 | Dan Gurney          | Owen Racing Organisation     | BRM P48              | 58    | +2 kroga                | 8      |
| 7   | 8  | Henry Taylor        | Yeoman Credit Racing Team    | Cooper T51-Climax    | 58    | +2 kroga                | 11     |
| 8   | 9  | Bruce Halford       | Yeoman Credit Racing Team    | Cooper T51-Climax    | 57    | +3 krogi                | 12     |
| Ods | 3  | Ron Flockhart       | Privatnik                    | Cooper T51-Climax    | 39    | Menjalnik               | 14     |
| Ods | 4  | Innes Ireland       | Team Lotus                   | Lotus 18-Climax      | 29    | Motor                   | 6      |
| Ods | 12 | Roy Salvadori       | Privatnik                    | Cooper T51-Climax    | 29    | Krmiljenje              | 9      |
| DSQ | 22 | Ian Burgess         | Scuderia Centro Sud          | Lotus 18-Maserati    | 16    | Črna zastava            | 18     |
| Ods | 5  | Jim Clark           | Team Lotus                   | Lotus 18-Climax      | 14    | Trčenje                 | 2      |
| Ods | 18 | Brian Naylor        | JB Engineering               | JBW Type 1-Maserati  | 14    | Trčenje                 | 13     |
| Ods | 19 | Geoff Richardson    | Privatnik                    | Cooper T43-Connaught | 3     | Puščanje olja           | 15     |
| Ods | 6  | John Surtees        | Team Lotus                   | Lotus 18             | 1     | Črpalka za gorivo       | 7      |
| Ods | 20 | Masten Gregory      | Scuderia Centro Sud          | Cooper T51-Maserati  | 1     | Menjalnik               | 17     |
| Ods | 21 | Maurice Trintignant | Scuderia Centro Sud          | Cooper T51-Maserati  | 1     | Menjalnik               | 16     |
| DNA | 10 | Giorgio Scarlatti   | Scuderia Eugenio Castellotti | Cooper T51-Ferrari   |       | Nesreča pri prevozu     | –      |
| DNA | 11 | Gino Munaron        | Scuderia Eugenio Castellotti | Cooper T51-Ferrari   |       | Nesreča pri prevozu     | –      |
| DNA | 17 | David Piper         | Privatnik                    | Lotus 16-Climax      |       | Nepripravljen dirkalnik | –      |